# Hypnum pseudorecurvans
Hypnum pseudorecurvans là một loài Rêu trong họ Hypnaceae. Loài này được (Kindb.) Kindb. mô tả khoa học đầu tiên năm 1897.